# 青文出版社
青文出版社股份有限公司（CHING WIN PUBLISHING CO., LTD.），是台灣的一家以出版漫畫、輕小說為主的出版社，建立于1964年，創辦人為黃樹滋，總部位于臺北市西寧北路。
早期為綜合類圖書出版社，1976年起引進日本漫畫。1990年代後期引進漫畫期刊，轉型為出版漫畫和輕小說。2001年起陸續引進電玩期刊、時尚雜誌和模型雜誌，以綜合娛樂平台為目標發展。
現任社長黃詠雪，為前社長黃寄萍之女。

## 歷史
- 1964年5月，黃樹滋成立「台灣青年文化協會」，主要業務為出版童書、哲學、美術、台灣歷史、台灣文化等叢書，旗下知名作家有林熊祥、林衡道、施翠峰、黃得時、曾霄容、劉興欽、鄭明進、童叟、孔祥文等。[2]
- 1965年5月27日，楊祖馨創辦獨資商號「青文出版社」，總部設於臺北市。1965年9月，楊祖馨創辦兒童文學雜誌《好學生》月刊，同時身兼《好學生》雜誌社及青文出版社發行人[3]。
- 1976年9月，台灣青年文化協會轉型為獨資商號「青文出版社」，黃樹滋自任社長，定位為專業漫畫出版社；青文出版社引進《哆啦A夢》，以「機器貓小叮噹」名稱翻譯出版達200多集，銷量累積400萬冊。
- 1988年1月，黄树滋逝世，黄寄萍接任青文出版社社長。[4]
- 1991年6月，出版國人自製的漫畫雜誌《開心漫畫月刊》。
- 1993年1月，青文出版社取得日本小學館授權發行《名偵探柯南》台灣中文版。
- 1993年12月，出版《強棒SD漫畫月刊》。
- 1994年1月，出版《巨彈小子漫畫月刊》。
- 1995年12月，出版《王牌小子漫畫月刊》。
- 1998年8月，出版《電擊PlayStation雙週刊》。
- 1999年1月，青文出版社改組為「青文出版社有限公司」。投資成立香港青文出版社有限公司。
- 1999年2月，與小學館合資出版《快樂快樂漫畫月刊》，為小學館兒童漫畫誌《快樂快樂月刊》的兄弟誌。
- 1999年7月，成立「香港青文出版社有限公司」。
- 2000年11月，成立「亞洲時文社時尚媒體事業有限公司」。
- 2000年12月，出版日本MediaWorks授權發行《電擊王》正體中文版。
- 2001年2月，成立流行編輯室，出版日本主婦之友社授權發行《Cawaii!卡哇衣》少女流行誌。
- 2002年1月，青文出版社有限公司改組為「青文出版社股份有限公司」。
- 2003年1月，出版主婦之友社授權發行《mina米娜時尚》國際中文版。
- 2003年4月，出版MediaWorks授權發行《電擊嗜好》流行月刊正體中文版。
- 2003年7月，出版《GENKI元氣少年漫畫月刊》。
- 2004年4月，成立香港亞洲時文社。與香港亞洲時文社同步出版日本講談社授權發行時尚誌《with與妳時尚》國際中文版與《with時尚》香港中文版。
- 2004年7月，與上海依星圖書公司共同投資成立「香港星文國際出版有限公司」，出版發行《米娜》雜誌大陸版。
- 2004年8月，出版日本Enterbrain授權發行《電玩通》週刊。
- 2004年9月，漫畫家周顯宗作品《摺紙戰士》授權中日韓共同合資，製作改編動畫正式於韓國SBS電視台播出。
- 2004年11月，重新取得日本小學館作品《哆啦A夢》全數版權。
- 2005年10月，漫畫家周顯宗作品《摺紙戰士》同時授權大陸、香港、韓國、新加坡版。
- 2006年3月，與香港亞洲時文社同步出版日本講談社授權發行日本時尚聖經流行誌《ViVi唯妳時尚國際中文版》與《ViVi時尚香港中文版》。
- 2006年8月，出版《Alice少女流行漫畫月刊》。
- 2007年9月，出版日系男性時尚誌《Men's JOKER時尚客國際中文版》。
- 2009年7月，出版國內首部索尼電腦娛樂官方PlayStation Portable年刊《MY PSP 2009》。
- 2009年7月，《Cawaii!卡哇衣》改版為《Scawaii!以妳》國際中文版創刊。
- 2009年10月，出版《Quisy Q 姬美容誌季刊》。
- 2011年1月，《Hobby Japan》模型專門誌於1月5日正式創刊發行。
- 2011年4月，《GLA唯我時尚國際中文版》於4月10日創刊發行。
- 2011年5月，《Ami艾美時尚國際中文版》於5月1日創刊發行。
- 2011年9月17日，《Ami艾美時尚國際中文版》於台北市信義區舉行第一屆「AFC時尚嘉年華」。
- 2011年11月，《摺紙戰士》海外合作動畫首度於台灣有線電視頻道播映。
- 2012年4月15日，與日本吉本興業在台北世貿二館舉辦台灣時尚秀「SGF」。
- 2013年3月，授權冉色斯動畫改編拍攝《摺紙戰士》電視動畫影集。
- 2013年3月，《Fashion365時尚網》展開試營運。
- 2013年3月，與吉本興業於台北世貿二館再度聯手「SGF」。
- 2013年12月，集團旗下日系雜誌《ViVi唯妳時尚國際中文版》、《mina米娜時尚國際中文版》、《with與妳時尚國際中文版》與購物平台Fashion365時尚網協辦由日本FamilyMart來台主辦的時尚活動「FamilyMart ASIA COLLECTION BIG STAGE」。同月，《摺紙戰士W》動畫化，製作團隊包括義大利上市公司Mondo tv groupe。
- 2015年2月12日，數位漫畫雜誌《無限誌》創刊[5]。
- 2018年2月，將《古見同學有交流障礙症》翻譯成《古見同學是溝通魯蛇》。

## 出版品

### 雜誌

#### 時尚雜誌
- mina米娜時尚國際中文版 - 日本主婦之友社授權發行。
- with與妳時尚國際中文版 - 日本講談社授權發行。
- VIVI唯你時尚國際中文版 - 日本講談社授權發行。

#### 漫畫雜誌
斜體表示已停刊。
- 快樂快樂月刊 - 日本小學館漫畫雜誌《月刊CoroCoroComic》的繁體中文版。
- Alice少女漫畫流行誌 - 日本講談社漫畫雜誌《別冊Friend》的繁體中文版。
- 元氣少年 - 日本集英社漫畫雜誌《週刊少年SUNDAY》的繁體中文版。
- 強棒強棒月刊 - 日本講談社漫畫雜誌《Comic BomBom》的繁體中文版。
- 王牌小子月刊

#### 模型雜誌
斜體表示已停刊。
- 《Hobby Japan》月刊 - 日本Hobby Japan（日语：ホビージャパン）模型雜誌《月刊Hobby Japan（日语：月刊ホビージャパン）》的繁體中文版。
- 《電擊HOBBY》月刊 - ASCII Media Works模型雜誌《電擊HOBBYMAGAZINE（日语：電撃ホビーマガジン）》的繁體中文版。

### 輕小說
菁英文庫（Elite Novels）
主要代理出版日本集英社Super Dash文庫和Cobalt文庫的輕小說作品。
青文文庫
代理出版集英社以外文庫的日本輕小說作品。該書系時常更換書脊樣式。
耽夢文庫
代理日本BL向小說書系。
莉莉絲文庫
代理日本GALGAME改編小說書系。

## 香港青文
和香港角川單純代銷台灣角川出版品的營運方式不同，香港青文漫畫編輯部獨立於台灣青文本部，擁有自己辦公地點，具有單獨代理發行作品的能力。部份港台均由青文代理的作品，香港版亦由香港青文另行翻譯出版，例如《多啦A夢》（部份由文化傳信代理）、《寵物小精靈》。目前香港青文出版社官方網站失效中。

## 相關項目
- 快樂快樂月刊

## 外部連結
- 青文出版社
- 青文輕小說官方blog
- 青文出版社的Facebook專頁官方
- 青文出版社的Plurk專頁官方
- 極美人 時尚日誌 Fashion365的Facebook專頁粉絲團